# Stärkesulfate
Stärkesulfate sind Derivate der Stärke, die zu den Stärkeestern gehören.

## Herstellung
Stärkesulfate werden durch die Umsetzung von alkalisch vorbehandelter Stärke mit Chlorsulfonsäure in einer polymeranalogen Reaktion hergestellt.  Da bei dieser Reaktion nicht alle Hydroxygruppen reagieren, entstehen Gemische mit unterschiedlich hohem Substitutionsgrad. Auch der Substitutionsgrad der einzelnen Stärkebausteine innerhalb eines Polymers kann unterschiedlich hoch ausfallen.

## Anwendung
Sie waren eine Zeit lang als Substitut für Heparin im Gespräch.